# フニオール・モレノ
フニオール・レオナルド・モレノ・ボレロ（Junior Leonardo Moreno Borrero  ,  1993年7月20日 - ）は、ベネズエラ・タチラ州サン・クリストバル出身のサッカー選手。サウジ・プロフェッショナルリーグのアル・ハズムFCに所属している。ポジションはMF。

## 来歴
2012年に国内リーグのデポルティーボ・ララでプロデビュー。2015年6月にスリアFCに移籍。2016年シーズンには国内カップ戦のコパ・ベネズエラで優勝を経験するなど、中心選手として活躍した。
2018年1月2日、メジャーリーグサッカーのD.C. ユナイテッドへの移籍が発表された。
2022年2月25日、FCシンシナティに移籍した。

## ベネズエラ代表
2017年6月にベネズエラ代表に初招集され、同月4日のアメリカ戦で代表デビュー。続く8日の対エクアドル戦で、代表初ゴールを記録した。